# 2015 في السويد
فيما يلي قوائم الأحداث التي وقعت خلال عام 2015 في السويد.

## سياسة

### انتهاء فترة المنصب
- 24 أبريل – يوران هغلوند عضو البرلمان السويدي [الإنجليزية]‏.

## موسيقى

### أغاني
من الأغاني التي صدرت هذه السنة في السويد:
- 28 أغسطس – من أجل يوم أفضل من غناء أفيتشي.

## مواليد

### يونيو
- 15 يونيو – الأمير نيكولا دوق أونغيرمانلاند

### يناير
- 11 يناير – أنيتا ايكبرج (مواليد 1931)
- 24 يناير – ستيغ برغلينغ (مواليد 1937)

### مارس
- 26 مارس – توماس ترانسترومر (مواليد 1931)

### أكتوبر
- 5 أكتوبر – هينينغ مانكل (مواليد 1948)

### ديسمبر
- 19 ديسمبر – كارين سودر (مواليد 1928) سياسية سويدية.